# Hrastnik
Hrastnik (njemački: Eichthal) je grad i središte istoimene općine u središnjoj Sloveniji, južno od Celja i istočno od Ljubljane. Grad pripada pokrajini Štajerskoj i statističkoj regiji Zasavlje.

## Stanovištvo
Prema popisu stanovništva iz 2002. godine Hrastnik je imao 6.673 stanovnika.

## Poznate osobe
- Stane Dolanc- slovenski političar

## Vanjske poveznice
- Službena stranica općine
- Satelitska snimka grada  Arhivirana inačica izvorne stranice od 29. srpnja 2017. (Wayback Machine)